# Одинак (шаблон проєктування)
Одинак (англ. Singleton) — шаблон проєктування, належить до класу твірних шаблонів. Гарантує, що клас матиме тільки один екземпляр, і забезпечує глобальну точку доступу до цього екземпляра.
Через низку притаманних недоліків деякі розробники вважають його антипатерном або «душком» коду.

## Мотивація
Для деяких класів важливо, щоб існував тільки один екземпляр. Наприклад, хоча у системі може існувати декілька принтерів, може бути тільки один спулер. Повинна бути тільки одна файлова система та тільки один активний віконний менеджер.
Глобальна змінна не вирішує такої проблеми, бо не забороняє створити інші екземпляри класу.
Рішення полягає в тому, щоб сам клас контролював свою «унікальність», забороняючи створення нових екземплярів, та сам забезпечував єдину точку доступу. Це є призначенням шаблону Одинак.

## Недоліки
Одинак в об'єктно-орієнтованому програмуванні можна порівняти з глобальною змінною у процедурному програмуванні з відповідними недоліками.
Зокрема, цей шаблон створює неявні залежності між функціями та методами, які не декларуються в їхньому інтерфейсі.
Крім того, Одинак може створювати проблеми під час модульного тестування адже, на додачу до всього іншого, його важко замінити на фіктивну реалізацію (англ. mock).
Ці та інші недоліки спонукали Еріха Гаму в інтерв'ю 2009 року визнати, що можливо він би відмовився від цього шаблону проєктування, адже вважає його використання одним із «душків» коду.
На думку Брайана Батона Одинак порушує один із принципів SOLID: принцип єдиної відповідальності, оскільки окрім власне бізнес логіки, на клас покладається відповідальність за виконання вимог до Одинака. Натомість, він пропонує виокремити функціональність Одинака в інший клас, наприклад, із використанням шаблону фабричного метода або абстрактної фабрики.
Деякі з перелічених вад можна позбутись застосуванням шаблону впровадження залежностей та принципу інверсії залежностей.

## Застосування
Слід використовувати шаблон Одинак коли:
- повинен бути тільки один екземпляр деякого класу, що легко доступний всім клієнтам;
- єдиний екземпляр повинен розширюватись шляхом успадкування, та клієнтам потрібно мати можливість працювати з розширеним екземпляром не змінюючи свій код.

## Структура
- Singleton — одинак:

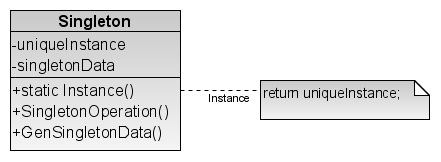
Діаграма класів, що описує структуру шаблону проєктування Одинак

  - визначає операцію Instance, котра дозволяє клієнтам отримувати доступ до єдиного екземпляру. Instance — це операція класу;
  - може нести відповідальність за створення власного унікального екземпляру.

## Відносини
Клієнти отримують доступ до єдиного об'єкта класу Singleton лише через його операцію Instance.

## Реалізації

### Реалізації наC++
```
// Заголовний файл (.h)

//

// Ниттєбезпечна реалізація Одинака

//

// Ця версія виглядає оманливо просто, проте вона має застереження:

// - Перше, якщо одинак міститься в якійсь бібліотеці. Ті, хто використовуватимуть цю бібліотеку

// матимуть екземпляр одинака протягом роботи застосунка, незалежно

// від того, чи використовується він чи ні.

//

// - Друге, це випадок статичних залежностей файлів. Наприклад, уявімо що

// Singleton є якоюсь абстрактною фабрикою для типа BaseType, і

// застосовується метод create. Оскільки порядок ініціалізації статичних змінних

// протягом трансляції модулів не визначений, це може призвести

// до доступу до Одинака до моменту його конструювання, іншими словами

// до невизначеної поведінки, що є погана річ.

//

// namespace { const BaseType * const fileStaticVariable = Singleton::getInstance().create(); }

//

class
 
Singleton

{

private
:
 

  
static
 
Singleton
 
_instance
;

 

  
Singleton
()
 
{}

  
~
Singleton
()
 
{}
 	 

  
Singleton
(
const
 
Singleton
 
&
);
	 

  
Singleton
 
&
 
operator
=
(
const
 
Singleton
 
&
);

 

public
:

  
static
 
Singleton
&
 
getInstance
();

};

 

// Джерельний файл (.cpp)

// Ініціалізація статичного члена.

Singleton
 
Singleton
::
_instance
;

Singleton
&
 
Singleton::getInstance
()

{

 
return
 
_instance
;

}

```

#### Одинак Маєрса
Так званий «Одинак Маєрса» покладається на запроваджені у версії C++11 гарантії ниттєбезпечного ініціалізації статичної змінної в тілі методу. Таким чином, простий та ниттєбезпечний Одинак в реалізації Скота Маєрса (англ. Scott Meyers) виглядає так:
```
#ifndef SINGLETON_H_

#define SINGLETON_H_

class
 
Singleton
 
final
 
{

public
:

  
// Метод повертає посилання на єдиний екземпляр класу, який зберігається

  
// в локальній статичній змінній

  
static
 
Singleton
&
 
getInstance
()
 
{

    
// єдиний екземпляр цього класу зберігатиметься у локальній статичній змінній

    
// на противагу попередньому прикладу, ініціалізація екземпляру гарантовано

    
// відбудеться тільки під час першого виклику цього метода (ліниво). Тобто,

    
// якщо цей метод ніколи не буде викликаний, то і екземпляр не буде створено

    
static
 
Singleton
 
theInstance
 
{
 
};

    
return
 
theInstance
;

  
}

private
:

  
Singleton
()
 
=
 
default
;

  
Singleton
(
const
 
Singleton
&
)
 
=
 
delete
;

  
Singleton
(
Singleton
&&
)
 
=
 
delete
;

  
Singleton
&
 
operator
=
(
const
 
Singleton
&
)
 
=
 
delete
;

  
Singleton
&
 
operator
=
(
Singleton
&&
)
 
=
 
delete
;

  
// ...

};

#endif

```

Окрім нього, існують й інші варіанти шаблону Одинак без деяких його недоліків.

### Реалізації наJava

#### Базовими засобами мови
Enum singleton, починаючи з Java 1.5:
```
public
 
enum
 
SingletonEnum
 
{
  

   
INSTANCE
;
  

}

```

Проста реалізація зі створенням об'єкта під час завантаження його класу
```
 
public
 
class
 
Singleton
 
{

   
private
 
Singleton
(){}
  

   
private
 
static
 
final
 
Singleton
 
instance
 
=
 
new
 
Singleton
();

   
public
 
static
 
Singleton
 
getInstance
()
 
{

     
return
 
instance
;

   
}

 
}

```

Реалізація з відкладеним (ледачим) створенням об'єкта за потреби із синхронізацією для багатопоточної безпеки
```
 
public
 
class
 
Singleton
 
{

   
private
 
Singleton
(){}
  

   
private
 
static
 
Singleton
 
instance
;

   
public
 
static
 
synchronized
 
Singleton
 
getInstance
()
 
{

      
if
 
(
instance
==
null
)
 
{

        
instance
 
=
 
new
 
Singleton
();

      
}

     
return
 
instance
;

   
}

 
}

```

Реалізація з відкладеним (ледачим) створенням об'єкта за потреби, яка є багатопоточно безпечною, використовується шаблон Initialization on demand holder. Проблемою реалізації є те, що коли виникає помилка з киданням винятку під час виконання статичної ініціалізації, клас не завантажується і екземпляр одинака більше неможливо створити.
```
 
public
 
class
 
Singleton
 
{

   
private
 
Singleton
()
 
{}

  
private
 
static
 
class
 
SingletonHolder
 
{

    
private
 
static
 
final
 
Singleton
 
instance
 
=
 
new
 
Singleton
();

  
}
 

   
public
 
static
 
Singleton
 
getInstance
()
 
{

     
return
 
SingletonHolder
.
instance
;

   
}

 
}

```

#### Бібліотечними засобами
Якщо система розподілена, кожна JVM може мати свій екземпляр Одинака. У EJB 3.1 з'явилась анотація @Singleton, яка забезпечує унікальність Одинака на різних JVM
```
@Singleton

public
 
class
 
SingletonA
 
{
 

}

```

#### За допомогою аспектів
Особливістю реалізації засобами мови програмування є необхідність для клієнта використовувати не конструктор, а фабричний метод для одержання об'єкта.
За допомогою засобів аспектно-орієнтованого програмування можна зробити реалізацію Одинака з використанням конструктора.
Реалізація за допомогою AspectJ 
```
 
public
 
abstract
 
aspect
 
AbstractSingletonAspect
 
{

   
private
 
Object
 
singleton
 
=
 
null
;

   
abstract
 
pointcut
 
singletonPointcut
();

   
Object
 
around
():
 
singletonPointcut
()
 
{

     
if
 
(
singleton
 
==
 
null
)
 
{

       
singleton
 
=
 
proceed
();

     
}

     
return
 
singleton
;

   
}

 
}

 
public
 
aspect
 
SingletonAspect
 
extends
 
AbstractSingletonAspect
 
{

   
pointcut
 
singletonPointcut
()
 
:
 
call
(
Stats
.
new
(..));

 
}

```

Реалізація за допомогою JBoss AOP. Код аспекта:
```
 
package
 
aop.patterns.singleton
;

 
import
 
org.jboss.aop.advice.Interceptor
;

 
import
 
org.jboss.aop.joinpoint.Invocation
;

 

 
public
 
class
 
SingletonInterceptor
 
implements
 
Interceptor
 
{

   
private
 
Object
 
singleton
;

   
public
 
Object
 
invoke
(
Invocation
 
invocation
)
 
throws
 
Throwable
 
{

     
if
 
(
singleton
==
null
)
 
{

       
singleton
 
=
 
invocation
.
invokeNext
();

     
}

     
return
 
singleton
;

   
}

 
}

```

Конфігурація у jboss-aop.xml 
```
 
<bind
 
pointcut=
"execution(aop.patterns.singleton.Singleton-&gt;new())"
>

   
<interceptor
 
class=
"aop.patterns.singleton.SingletonInterceptor"
 
/>

 
</bind>

```

### Реалізація на Actionscript 3.0
```
package
 
{

	
public
 
class
 
Singleton
  
{

		

		
private
 
static
 
var
 
_instance
:
Singleton
 
=
 
new
 
Singleton
();

		
public
 
function
 
Singleton
 
()
 
{
	

	            
if
 
(
_instance
){

		        
throw
 
new
 
Error
(
 

                            
"Singleton can only be accessed through Singleton.getInstance()"
 

                        
);

                    
}

		
}

		

		
public
 
static
 
function
 
getInstance
()
:
Singleton
 
{

			
return
 
_instance
;

		
}

	
}

}

```

### Реалізація на Ruby
Мова програмування Ruby має вбудовану підтримку  деяких шаблонів, зокрема й Одинака. 
Модуль Singleton з бібліотеки singleton робить конструктор приватним та надає фабричний метод. 
```
 
require
 
'singleton'
 

 
class
 
MyClass
 

   
include
 
Singleton
 

 
end
 

 
a
 
=
 
MyClass
.
instance

```

### Реалізація на Scala
У Scala шаблон підтримується засобами мови:
```
object
 
Singleton

// Використання:

val
 
singleton
 
=
 
Singleton

```

### Реалізація на Smalltalk
Реалізація на Smalltalk :
```
new

    
self
 
error:
 
'cannot create new object'

default

    
SoleInstance
 
isNil
 
ifTrue:
 [
SoleInstance
 
:=
 
super
 
new
]
.

    
^
 
SoleInstance

```

### Реалізація на PHP5
Реалізація на PHP
```
<?php

class
 
Singleton
 
{

  
// object instance

  
private
 
static
 
$instance
;

 
  
private
 
function
 
__construct
()
 
{}

 
  
private
 
function
 
__clone
()
 
{}

 
  
public
 
static
 
function
 
getInstance
()
 
{

    
if
 
(
self
::
$instance
 
===
 
null
)
 
{

      
self
::
$instance
 
=
 
new
 
self
;

    
}

    
return
 
self
::
$instance
;

  
}

 
  
public
 
function
 
doAction
()
 
{

    
...

  
}

}

 

//usage

Singleton
::
getInstance
()
->
doAction
();

?>

```

### Реалізація на Delphi
Для Delphi 2005 та вище підходить наступний приклад:
```
type

  
TSingleton
 
=
 
class

  
strict
 
private

    
class
 
var

      
Instance
:
 
TSingleton
;

  
public

    
class
 
function
 
NewInstance
:
 
TObject
;
 
override
;

  
end
;

class
 
function
 
TSingleton
.
NewInstance
:
 
TObject
;

begin

  
if
 
not
 
Assigned
(
Instance
)
 
then

    
Instance
 
:=
 
TSingleton
(
inherited
 
NewInstance
)
;

  
NewInstance
 
:=
 
Instance
;

end
;

```

Для більш ранніх версій треба перемістити код класу до окремого модулю, а оголошення Instance замінити оголошенням глобальної змінної в його секції implementation (до Delphi 7 включно секції class var та strict private були відсутніми).